# 锡亚涅河畔拉罗凯特
锡亚涅河畔拉罗凯特（法語：La Roquette-sur-Siagne，法語發音：[la ʁɔkɛt syʁ sjaɲ]）是法国滨海阿尔卑斯省的一个市镇，位于该省西南部，属于格拉斯区。

## 地理
锡亚涅河畔拉罗凯特（43°34'48"N, 6°57'20"E）面积6.31 平方千米，位于法国普罗旺斯-阿尔卑斯-蓝色海岸大区滨海阿尔卑斯省，该省份为法国东南部沿海省份，南濒地中海，西南至瓦尔省，西北接上普罗旺斯阿尔卑斯省，北部和东部与意大利接壤。
与锡亚涅河畔拉罗凯特接壤的市镇（或旧市镇、城区）包括：戛纳、芒德略拉纳普勒、穆昂-萨尔图、穆然、佩戈马。

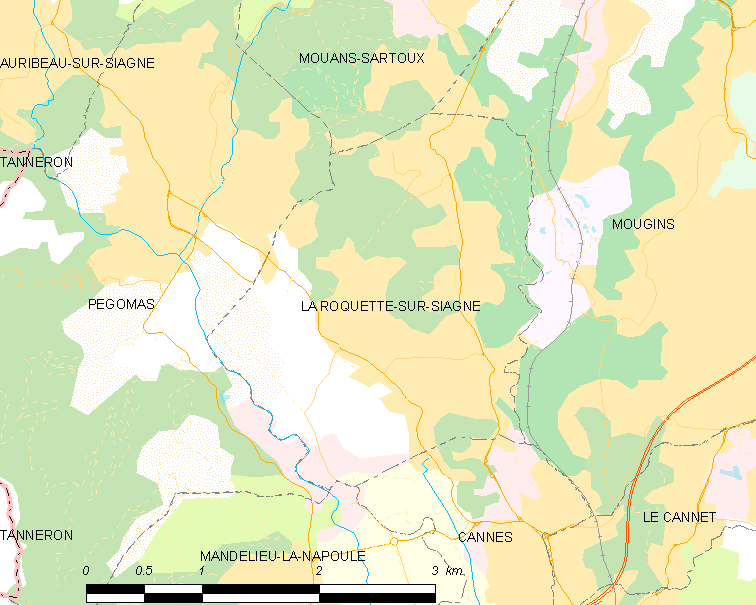
锡亚涅河畔拉罗凯特的OSM定位图

锡亚涅河畔拉罗凯特的时区为UTC+01:00、UTC+02:00（夏令时）。

## 行政
锡亚涅河畔拉罗凯特的邮政编码为06550，INSEE市镇编码为06108。

## 政治
锡亚涅河畔拉罗凯特所属的省级选区为芒德略拉纳普勒县。

## 人口

1962-2008年间锡亚涅河畔拉罗凯特人口变化图示

锡亚涅河畔拉罗凯特于2022年1月1日时的人口数量为5552人。